# Apricot Computers
Apricot Computers es un fabricante británico de ordenadores personales fundado originalmente en 1965 como Applied Computer Techniques (ACT), que cambió su nombre a Apricot Computers, Ltd. en 1985. Era una compañía mayoritariamente británica hasta que el 21 de abril de 1990 es adquirida por Mitsubishi Electric Corporation que esperaba que Apricot le ayudaría a competir contra los fabricantes japoneses de PCs, particularmente NEC que acaparaba más del 50% del mercado japonés en aquel momento. 
Apricot era una compañía notablemente innovadora del hardware. El centro de I+D de Birmingham podría construir cada aspecto de un ordenador personal (excepto el silicio real en sí mismo) desde la BIOS a medida y la programación a nivel sistema a la serigrafía de placa madre y la flexión del metal para los chasis internos hasta el final de las pruebas de radiofrecuencia de un sistema acabado. Esto unido a un equipo de ingenieros inteligente y agresivo permitió que Apricot fuera la primera compañía en el mundo con varias innovaciones técnicas incluyendo el primer equipo comercializado con unidades de disquete de 3,5 pulgadas (antes que Apple Computer), mientras que a principio de los años 1990 fabricó una de las más seguras series de ordenadores personales basados en x86, vendido exclusivamente al gobierno británico.
Desafortunadamente su innovación técnica les llevó a caer en algunas opciones que eran elecciones técnicamente inteligentes pero demostraron ser altamente desventajosas en el mercado abierto. Por ejemplo cuando IBM abandona su malograda pero técnicamente superior Arquitectura Micro Channel (MCA), Apricot era el único otro ensamblador que la soportaba (en las gamas de PCs Apricot Qi y VX FT). Esto deja a la compañía en un callejón sin salida sin la energía financiera o de mercado que ayudó a IBM a sobrevivir al fallo del MCA.
Apricot continuó experimentando con factores de forma inusuales en un mercado dominado por la caja de computadora estandarizada y anodina. Produjeron una gama de servidores de alta disponibilidad (las gamas VX y Suhogun) con sistema de alimentación ininterrumpida incorporado, la gama de PCs de perfil bajo 'LANStation' diseñados específicamente para el uso en redes de oficina, e incluso workstations sin unidades de disco y arranque remoto.
Este patrón duradero de inversión tenaz en innovación técnica y diseño y fabricación de sistemas de principio a fin creó ordenadores fabulosos pero significó que Apricot era lento en adaptarse cuando el mercado mundial creció y cambió. A mediados de los años 1990 los mayores ensambladores de PCs como Compaq y Hewlett-Packard habían externalizado su diseño y manufactura a empresas Original Design Manufacturer (ODM) con base en Taiwán y movían por lo menos parte de su fabricación a localizaciones más baratas en ultramar.
Apricot iba muy atrasado en la adopción de este método de fabricación, aunque el diseño y fabricación de una placa madre en Asia le costara a Apricot menos de 1/3 de lo que le costaba su diseño y testeo en Birmingham y fabricación en Escocia.
Apricot eventualmente trató de pasar a la externalización, pero el mercado les superó y Mitsubishi cerró la compañía, vendiendo los activos finales el 12 de marzo de 1999.

## Historia

### Años 1980
En 1982, ACT lanza su primera microcomputadora. Fue construido por otra compañía, pero comercializado bajo la marca ACT. En Estados Unidos obtiene un éxito moderado. Más adelante en 1982 ACT firma un acuerdo con Victor para distribuir el "Victor 9000" como el ACT "Sirius 1" en el Reino Unido y Europa. Se vende por 2754 libras y es un éxito comercial, pero no llega a ser tan popular en Estados Unidos. El "Sirius 1" no es un compatible IBM PC.
En septiembre de 1983 se lanza el Apricot PC, basado en un microprocesador Intel 8086 a 4,77 MHz. Es también llamado el ACT Apricot. Su sistema operativo es MS-DOS o CP/M-86 pero no es compatible a nivel de hardware con el IBM PC. Tiene dos unidades de disquete, y es uno de los primeros sistema en incorporar las unidades de 3,5 pulgadas, en lugar de los de 5,25 que eran la norma del momento.
La calidad de los gráficos es aclamada por la crítica, con una resolución 800 x 400 y un teclado con 8 teclas de función normales y 6 planas programables junto con una pantalla incorporada LCD (40 caracteres/2 líneas) que mostraba la función de las teclas, o se podían configurar para repetir la línea de comando actual en MS-DOS. El teclado incorpora una calculadora integrada, y los resultados de un cálculo se podrían enviar a la computadora donde aparecería en la línea de comando, o en la aplicación en ejecución. Se suministraba Microsoft Word y Multiplan con el Apricot PC. Lotus 123 estaba también disponible, y sacaba ventaja de la alta resolución gráfica del equipo. El diseño industrial de la máquina fue bien concebido, con una aleta integrada que cubre las unidades de disquete cuando no se usan. El teclado se puede acoplar en la base de la máquina, y un asa integrada se utilizaba para transportarla. El monitor verde suministrado del fósforo tenía un filtro de nailon acoplado.
Un segundo modelo llamado Apricot Xi estuvo disponible en 1984 con un disco duro de 10 Megabytes.
En 1984 ACT lanza un ordenador doméstico, el Apricot F1. Utiliza como sistema operativo MS-DOS con Activity como Interfaz gráfica de usuario; como el Apricot PC, no es compatible IBM PC. La máquina solo alcanza éxito en el Reino Unido. Se entrega con software para gráficos, comunicaciones, un procesador de textos, una hoja de cálculo, algunos juegos, y las herramientas de sistema. Tenía una unidad de disquete de 3,5 y teclado y trackball infrarrojos.

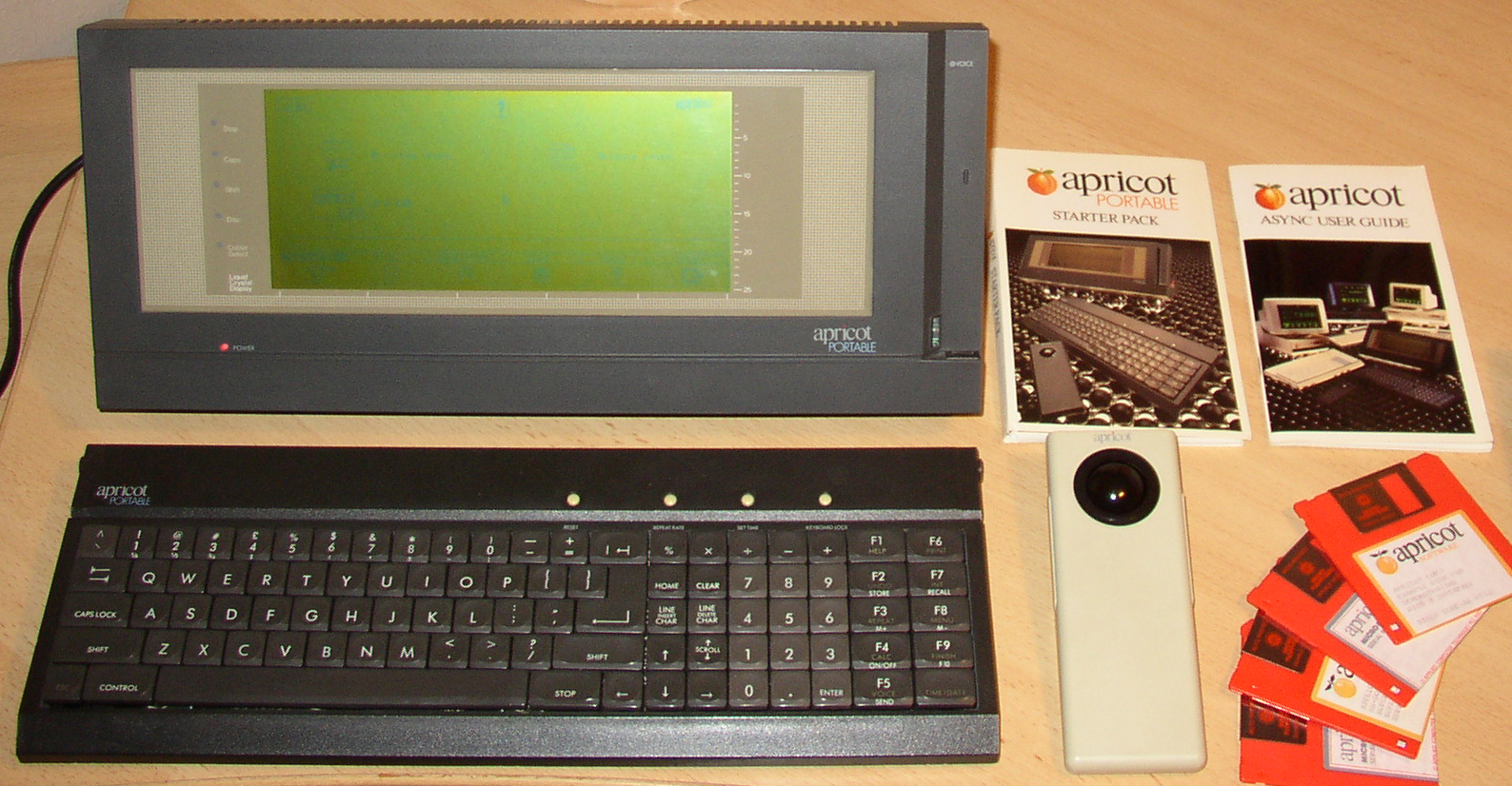
Apricot Portable.

También en 1984 se lanza el Apricot Portable con los mismos teclado y trackball infrarrojos, un sistema de reconocimiento de voz, una CPU a 4,77 MHz y una pantalla LCD de 640 x 200 a un precio de 1965 libras.
En 1985 ACT cambia su nombre por Apricot Computers. Por entonces, el F1 se había convertido en un modelo en la serie F; otros modelos eran en la serie el Apricot F1e (un F1 más barato con sólo 256 KB de RAM y una unidad de disquete de simple cara); el Apricot F2 (con dos unidades de disquete) y el Apricot F10 (con una unidad de disquete de doble cara y un disco duro Rodime de 10 MB, 512KB de memoria RAM y un teclado infrarrojo más convencional). La interfaz gráfica Activity es sustituida por GEM. Algunos ordenadores F1e se entregan con la tarjeta de expansión que puede utilizarse también en el F10, que permite modular las señales RGB por RF permitiendo usar el ordenador con un televisor doméstico. Esta tarjeta incluye además una salida de vídeo compuesto. Como todas las anteriores incluye un puerto paralelo que contiene el conector micro ribbon de 36 pines que aparece en las impresoras paralelas del momento (y continuará usándose hasta su reemplazo por USB y Ethernet). Esto causa que se necesite un cable con conectores micro ribbon de 36 pines en ambos extremos en lugar del más abundante DB-25 a micro ribbon 36 pines introducido por IBM.
Curiosamente, los teclados infrarrojos de la serie F incluían un reloj de tiempo real. Durante la secuencia de arranque de la máquina, la BIOS indicaba al usuario que pulsara la tecla DATE/TIME. Esto provoca que el teclado transmita la fecha y hora al ordenador por infrarrojos, estableciendo el RTC del ordenador. La trackball infrarroja puede usarse también como un mouse volteando la unidad; la bola sobresale en la parte superior y puede moverse por una superficie plana. Las unidades incluyen cables de fibra óptica, que pueden canalizar las señales de infrarrojos, destinados a prevenir interferencias al usar en un entorno de oficina múltiples ordenadores serie F cercanos.
El Apricot F10 viene con un Emulador de IBM PC que proporciona un soporte muy limitado en modo texto a aplicaciones escritas para el IBM PC,  pero que es incapaz de ejecutar aplicaciones que usen modos gráficos. Por ejemplo Microsoft Windows 1.03 no puede ejecutarse en este entorno.
El último ordenador Apricot no compatible IBM PC fue el Apricot XEN (lanzado en octubre de 1985), un sistema basado en Intel 80286 para competir con el  IBM Personal Computer/AT y ejecutar Windows 1.0. Fue sustituido en 1986 por el Apricot XEN-i, el primer equipo de la línea de compatibles IBM. El Xen-i se entrega inicialmente con una unidad de disquete de 5,25 para mejorar aún más sus credenciales de compatible IBM.  Las unidades de 3,5 reaparecen cuando IBM se cambia también a ellas en el lanzamiento de los IBM Personal System/2.
En 1989, el artículo de portada de la prestigiosa revista Byte anuncia al Apricot VX FT Server como el primer ordenador del mundo en incorporar el microprocesador Intel 80486. Este equipo, diseñado por Bob Cross, es un servidor de ficheros tolerante de fallos basado en el Bus MCA, incorporando una memoria caché externa y su propio SAI. La línea VX FT la forman las Series 400 y Series 800, con cuatro modelos diferentes cada una. Estos (y otros sistemas) se han fabricado en su avanzada fábrica de Glenrothes, Fife, Escocia.
Varias revistas británicas se dedican a los primeros Apricot : Apricot User, que tiene la aprobación oficial de Apricot Computers, y la más técnicamente orientada Apricot File.

### Años 1990
En enero de 1990 Apricot compra Information Technology Limited, un desarrollador británico de sistemas Unix. Apricot tuvo la oportunidad de cambiar su nombre de nuevo al original ACT.
Aunque los equipos propietarios de ACT tuvieron éxito en el Reino Unido, el IBM PC había logrado una masa crítica en el mercado de los Estados Unidos antes de que ACT pudiera hacer mella.
La compra de Apricot por Mitsubishi el 21 de abril de 1990 marca el fin de su estilo de diseño único. Los productos lanzados desde entonces siguen diseños convencionales. El 12 de marzo de 1999 Mitsubishi decide cerrar Apricot y comienza a buscar comprador para sus plantas Open Systems Engineering adquiere el servicio de soporte y monta un nuevo centro de atención a los usuarios en Escocia, que además dará soporte a los equipos históricos de Apricot. A su cierre parted e los archivos de soporte se replican en el dominio actapricot.org dedicado a los viejos equipos.

### Relanzamiento en 2008

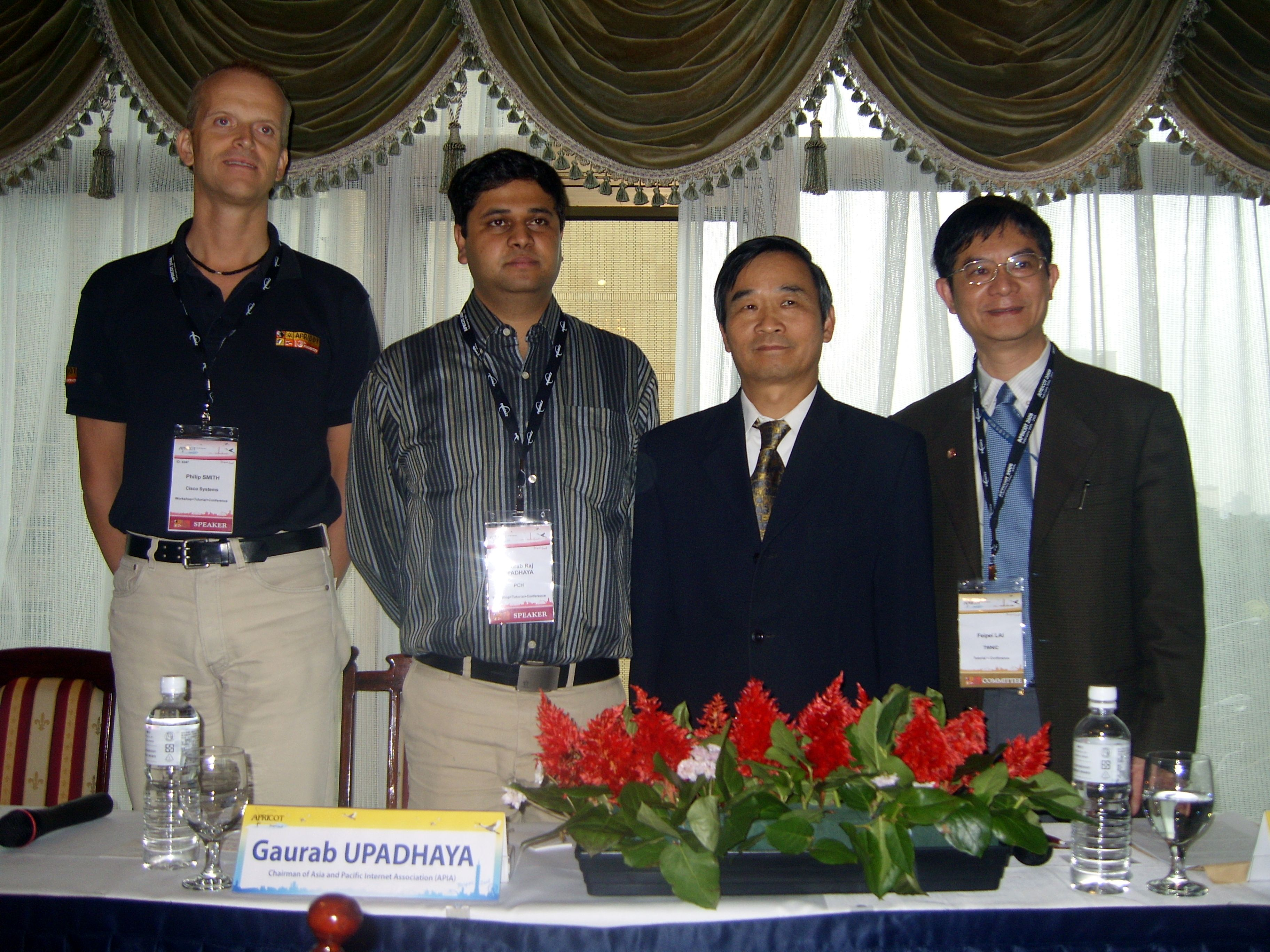
Ejecutivos en la presentación del relanzamiento de Apricot

Mitsubishi sigue utilizando la marca Apricot en varios equipos a día de hoy y el 2 de julio de 2008 hace una muestra de prototipos a la prensa del Reino Unido en el Hotel SAVOY de Londres, para el 15 de octubre de 2008 relanzar la marca Apricot con el lanzamiento del Apricot Picobook Pro, un netbook basado en VIA NanoBook. Aunque en la web de la compañía solo hablan de este, se han lanzado también los portátiles Apricot AL C2 y  Apricot AL C4.

## Documentación adicional
- Stephen Morris: Getting to Know Your Apricot, Duckworth, 1984, ISBN 0715618393
- Mario de Pace: The Apricot Personal Computer, Collins, 1985, ISBN 9780003830026
- Peter Gosling: The Apricot, Pitman, 1985, ISBN 0273023179
- Peter Rodwell: Advanced User's Guide to the Apricot Business Computer, Heinemann, Londres, 1986, ISBN 9780434917440
- Peter Rodwell: Introducing the Apricot business computer, Heinemann, Londres, 1986, ISBN 043491746X
- Peter Rodwell: Introducing the Apricot, Heinemann, Londres, 1986, ISBN 9780434917464
- Peter Rodwell: Business Computing with the Apricot, Heinemann, Londres, 1986, ISBN 9780434917457
- Stephen Morris: Introducing Psion Xchange Software on the Act Apricot, Duckworth, 1985, ISBN 9780715619513